# Deutsche Meisterschaft im Mannschaftsturnen der Bereiche 1940
Die Endrunde der Deutschen Meisterschaft im Mannschaftsturnen der Bereiche 1940 fand am 28. April 1940 in Magdeburg in der dortigen Stadthalle statt.
Sie wurde erstmals ausgetragen.

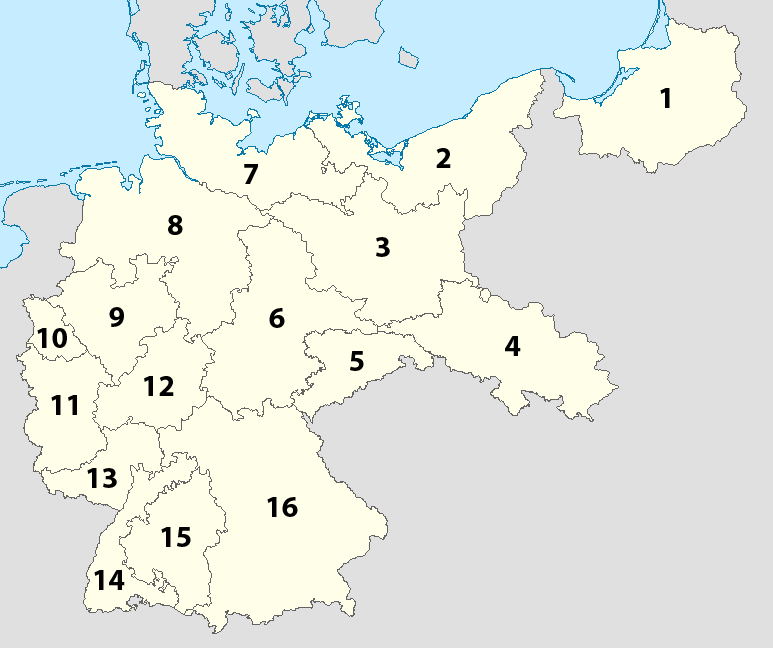
Gebietsstand der Sportbereiche

Sieger wurde die badische Bereichsmannschaft.